# Adenia monadelpha
Adenia monadelpha är en passionsblomsväxtart som beskrevs av Joseph Marie Henry Alfred Perrier de la Bâthie. Adenia monadelpha ingår i släktet Adenia och familjen passionsblomsväxter. Inga underarter finns listade i Catalogue of Life.